# 大梅灵
大梅灵是德国巴伐利亚州的一个市镇。总面积47.42平方公里，总人口6421人，其中男性3255人，女性3166人（2011年12月31日），人口密度135人/平方公里。